# Аль-Файиз, Нора
Но́ра (Ну́ра) бинт Абдалла́ аль-Фа́йиз (араб. نورة بنت عبد الله الفايز‎, род. 1954, Шакра) — общественный и политический деятель Саудовской Аравии, первая женщина в Саудовской Аравии, которая занимала должность министерского уровня.
Аль-Фаиз получила степень бакалавра в области социологии в Университете короля Сауда в Эр-Рияде (1979), затем продолжила образование в США, получив степень магистра в области учебных технологий в Университете штата Юта (1982), впоследствии (2012) присвоившем ей степень почётного доктора.
Работала учительницей, возглавляла женское отделение школы, в 1989—1995 гг. преподавала в Университете короля Сауда. С 1993 года занимала ряд административных постов в государственном управленческом аппарате в сфере образования.
В 2009—2015 гг. заместитель министра образования по делам женщин. Среди своих важнейших заслуг на этом посту видит разрешение для женщин преподавать в частных школах, в том числе мальчикам в младших классах.
В 2009 году была включена в список 500 наиболее влиятельных мусульман по версии Центра исламско-христианского взаимопонимания Джорджтаунского университета.